# Otto Sartorius (Theologe)
Otto Hugo Sartorius (* 22. April 1864 in Walpernhain; † 6. Februar 1947 in Göttingen) war ein deutscher evangelischer Geistlicher und Genealoge.

## Leben

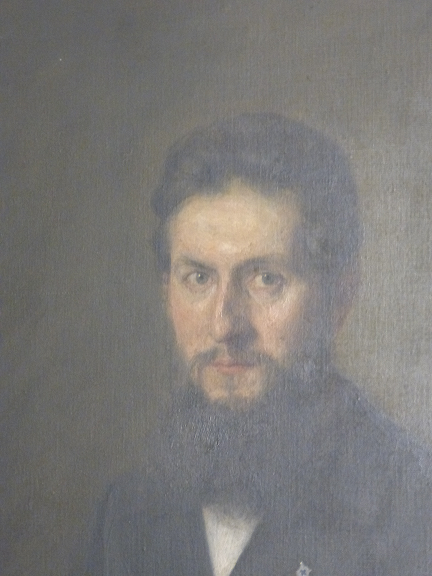
Otto Hugo Sartorius

Otto Sartorius war ein Sohn des Gutsbesitzers Karl Wilhelm Leberecht Sartorius. Er studierte Evangelischen Theologie an der Universität Jena und gehörte seit 1882 der Burschenschaft Arminia auf dem Burgkeller an. 1892 wurde er Pastor in Burghaun bei Fulda, 1901 in Sterbfritz, Kreis Schlüchtern, 1909 in Barmen-Unterbarmen und 1917 in Dankelshausen. 1934 wurde er pensioniert, diente aber noch vier Jahre lang als Pastor in Harste bei Göttingen. 1938 trat er endgültig in den Ruhestand.
Sartorius stammte selbst von Martin Luther ab und widmete sich besonders der Erforschung der Luthernachkommen. Er war Gründer und langjähriger Leiter der Lutheriden-Vereinigung und verfasste ein Verzeichnis der Nachkommen Luthers, das noch heute eine wichtige Grundlage für die Forschung bildet. Er war Herausgeber vom Familienblatt der Lutheriden-Vereinigung.

## Schriften
- Die Nachkommen D. Martin Luthers. Mit Anhang eines seiner Äste und Zweige (Schede) bis zur Gegenwart. Zum 400. Ehejubiläum des Reformators (13. Juni 1925), Dankelshausen im Selbstverlag des Verfassers 1925
- Die Nachkommenschaft D. Martin Luthers in vier Jahrhunderten. Nebst Anhang über Nachkommen seiner Seitenverwandten und vieler anderer Luther, Göttingen 1926
- Die Nachkommenschaft D. M. Luthers, Göttingen 1926 in Rolle
- D. M. Luthers Familie, Nachkommenschaft und Seitenverwandtschaft, in: Familienblatt der Lutheriden-Vereinigung 1929 Nr. 14 S. 97ff.
- D. Martin Luther, der Grafschaft Mansfeld größter Sohn, in: Ekkehard. Mitteilungsblatt deutscher Genealogischer Abende. 1931 S. 154–156
- Die Nachkommenschaft des Zacharias Quantz zu Oberscheden und die Blutsverwandtschaft seines Enkels, des Kgl. Preuß. Kammermusikus u. Flötenmeisters Johann Joachim Quantz – von Otto Sartorius, Pastor i. R. in Harste bei Göttingen, 5. September 1934, Druck von Wilhelm Klugkist, Hann. Münden
- D. M. Luthers Familie, Nachkommenschaft und Seitenverwandtschaft mit 32 Bildern, vor 1936
- Nachkommentafel der Luther=Hoffmann=Langbein=Linie, vor 1936
- Nachkommentafel der Luther=Hoffmann=Linie in Holland, vor 1936
- Sartorius Familien=Forschungen – Von Otto Sartorius Pastor i. R. in Harste bei Göttingen, Druck: Buchdruckerei der Hessischen Nachrichten, Halle (Saale) 1936
- Verzeichnis der lebenden Nachkommen D. M. Luthers, Ostheim v. d. Rhön 1936
- Geburtstags-Kalender der lebenden Nachkommen D. M. Luthers, Ostheim v. d. Rhön 1938
- Die Nachkommen des Försters Joh. Eberhard Hornickel in fast 3 Jahrhunderten – von Otto Sartorius, Pfarrer i. R. in Göttingen, Kassel 1939; Gedruckt von Buchdruckerei Reinhold Werner, Ostheim v. d. Rhön
- D. M. Luthers Familie, Nachkommenschaft und Seitenverwandtschaft mit 32 Bildern, Göttingen 1942